# Саувере
Са́увере (ест. Sauvere küla) — село в Естонії, у волості Ляене-Сааре повіту Сааремаа.

## Населення
Чисельність населення на 31 грудня 2011 року становила 52 особи.

## Географія
Через Саувере проходить автошлях 101 (Тиллі — Мустьяла — Таґаранна). Від села починаються дороги Кярла — Саувере та Каарма — Саувере.
Саувере межує з іншим селом Вендізе.

## Історія
До 12 грудня 2014 року село входило до складу волості Кярла.

## Економіка
Поблизу села видобувається гравій.

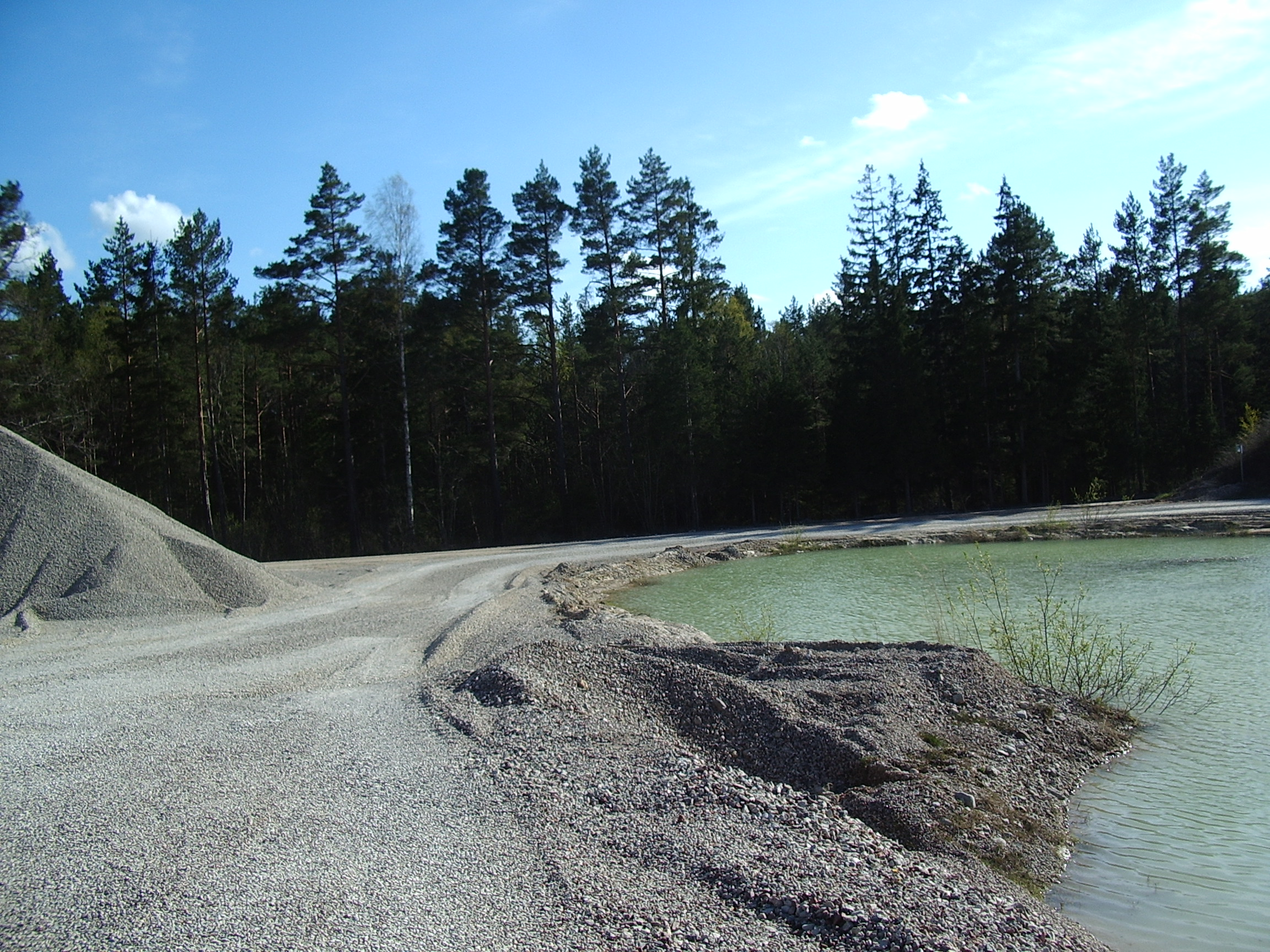
Гравійний кар'єр у Саувере

У селі збудована 120-метрова радіощогла.